# Mlaka pri Kočevju
Mlaka pri Kočevju je naselje v občini Kočevje.